# 卡爾·弗里德里希·申克爾

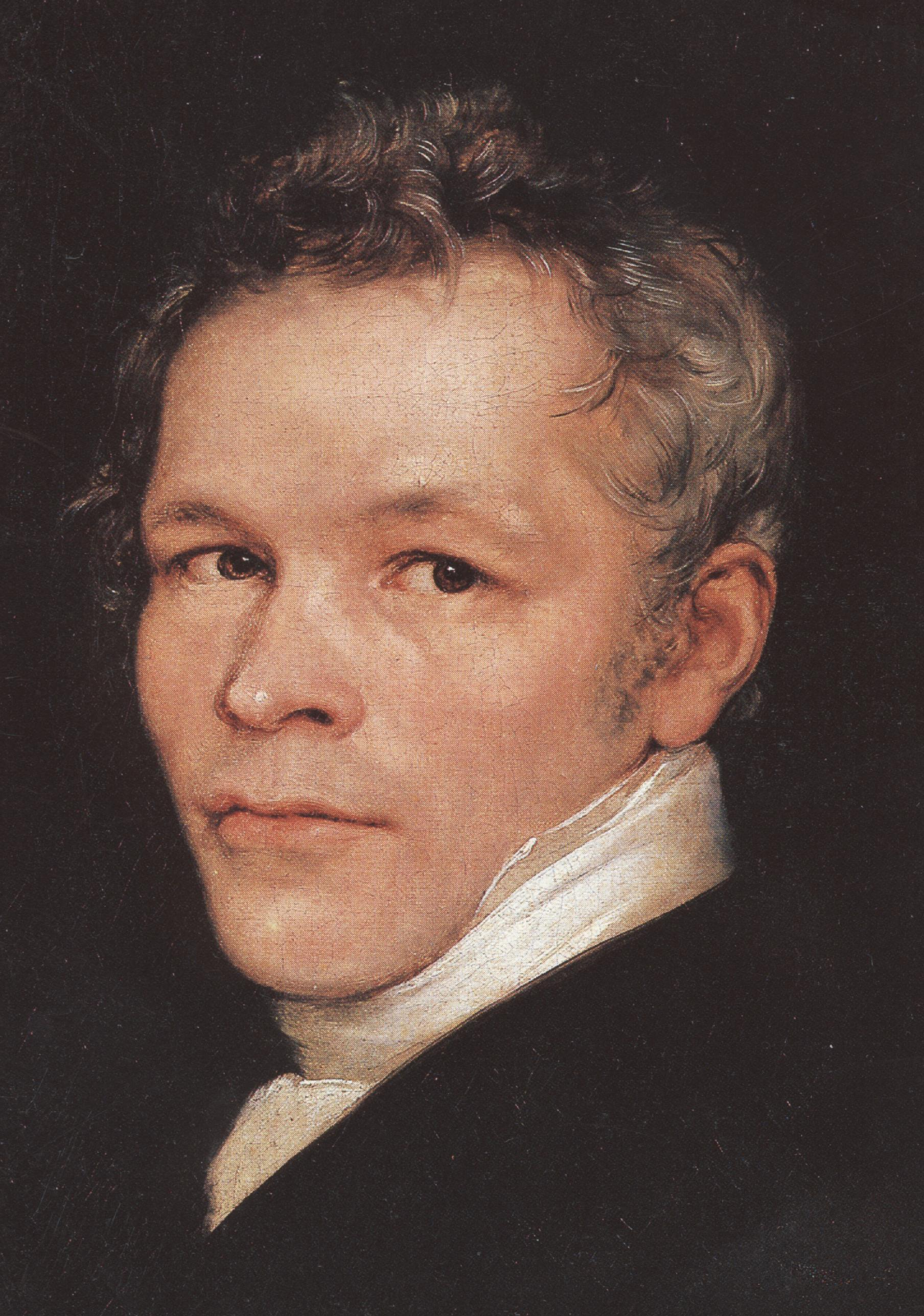
卡爾·弗里德里希·申克爾

卡爾·弗里德里希·申克爾（Karl Friedrich Schinkel，1781年3月13日—1841年10月9日）生於布蘭登堡新魯平，逝世於柏林，名字亦可寫成Carl，成立申克爾學校。普魯士建築師，都市規劃師與畫家，被譽為普魯士古典主義者。

## 生平
出生布蘭登堡侯国境內的新鲁滨，6歲時父親死於一場大火，後來他成為弗里德里希·基利的學生。
1803年，他第一次前往義大利。當他返回柏林後，這座城市被拿破崙的軍隊佔領。然後他開始從事畫家的工作。法國戰敗後，辛克爾從1815年開始執掌普魯士建築部门。他的職責是將柏林改造成普魯士的现代化首都，並在從西部的萊茵蘭到东部的柯尼斯堡的整個普魯士領土上開展各種工程。
1941年卡爾·辛克爾逝世，享年60岁，后被安葬於柏林多羅滕施塔特公墓。

## 成就
申克爾以古典主義者，受其師弗里德里希·基利（Friedrich Gilly）影響，他的老師從法國大革命時期建築師轉為古典主義。
1810年為普魯士時期營建最高代表（Ober-Bau-Deputation），是當時最高的建築專業檢驗與指導官方機關。他這個時候的努力，至1830年擢升為最營建機關主管（Ober-Bau-Direktor），當時最高的營建類官方職位。
任內除了努力為舊建築保存作推廣，並將歷史建築列冊，描述當時的存留狀況，到現在從事德國紀念物保存專業人士仍將他當時的列冊做為參考。這些是先舊建築與紀念物列冊與指導的官方機構設置，比法國早先幾年，成為歐洲紀念物保存史中重要的里程碑之一。
此外他也是鐵十字勳章的設計人。

### 重要代表作
- 1800年，波茨坦的波摩纳神庙
- 1815年，维特斯托克的格利尼克的教堂
- 1818年，新崗哨，柏林
- 1818年，柏林音乐厅，位于柏林御林广场
- 1823年，柏林夏洛滕堡区的路易丝教堂（Luisenkirche）
- 1824年，柏林新博物館（現稱為柏林旧博物馆），柏林
- 1825年，柏林弗里德里希韦尔德教堂和 Kirche Schöneberg
- 1827年，埃里森溫泉(Elisenbrunnen)，阿亨
- 1830年，尼可拉斯教堂，波茨坦
- 1831年，老城主岡哨，德累斯頓
- 1832年，柏林建築學院
- 1832年，科爾贝格市政廳
- 1833年，波茨坦羅馬氏浴池，波茨坦
- 1834年，巴別斯別格堡，波茨坦
- 1834年，柏林莫阿比特，威丁和格森布鲁能区的教堂
- 1834年，與弗蘭茲·古斯塔夫·佛爾斯曼合作耶尼施之屋(Jenisch Haus)，漢堡
- 1834年，第二代格利尼克橋

### 其他建築作品
- 1802/03，Verwalter- und Molkenhaus auf dem Vorwerk Bärwinkel（在新哈登贝格）
- 路易莎纪念碑（Luisen-Denkmal）（格兰塞），1810年后，皇家普鲁士铸铁厂铸造
- 新哈登贝格（Neuhardenberg）的城堡，教堂和周边的办公室
- 施特劳皮茨（Straupitz）/Spreewald的教区教堂
- 第六次反法同盟阵亡纪念碑（Denkmal an die Gefallenen der Befreiungskriege）（施潘道区），1816年，德国浪漫主义风格
- 庆祝第六次反法同盟胜利的国家纪念碑（Nationaldenkmal），1821年，柏林克罗伊茨贝格

### 繪畫
他的繪畫作品在柏林皆可見
- 柏林旧博物馆
- 柏林國家美術館

绘画
Gothic Cathedral by a River，1813
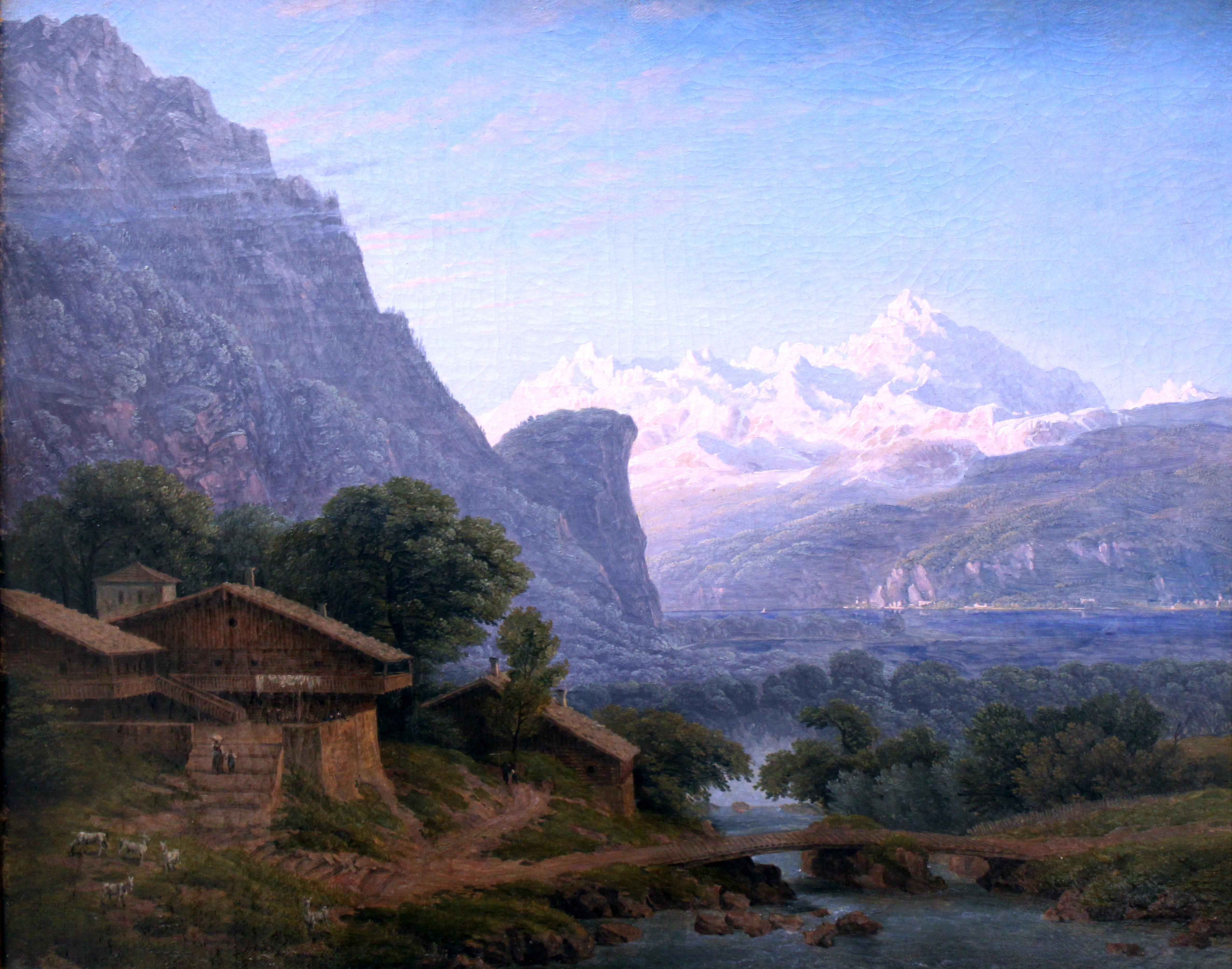
View of Mont Blanc，1813
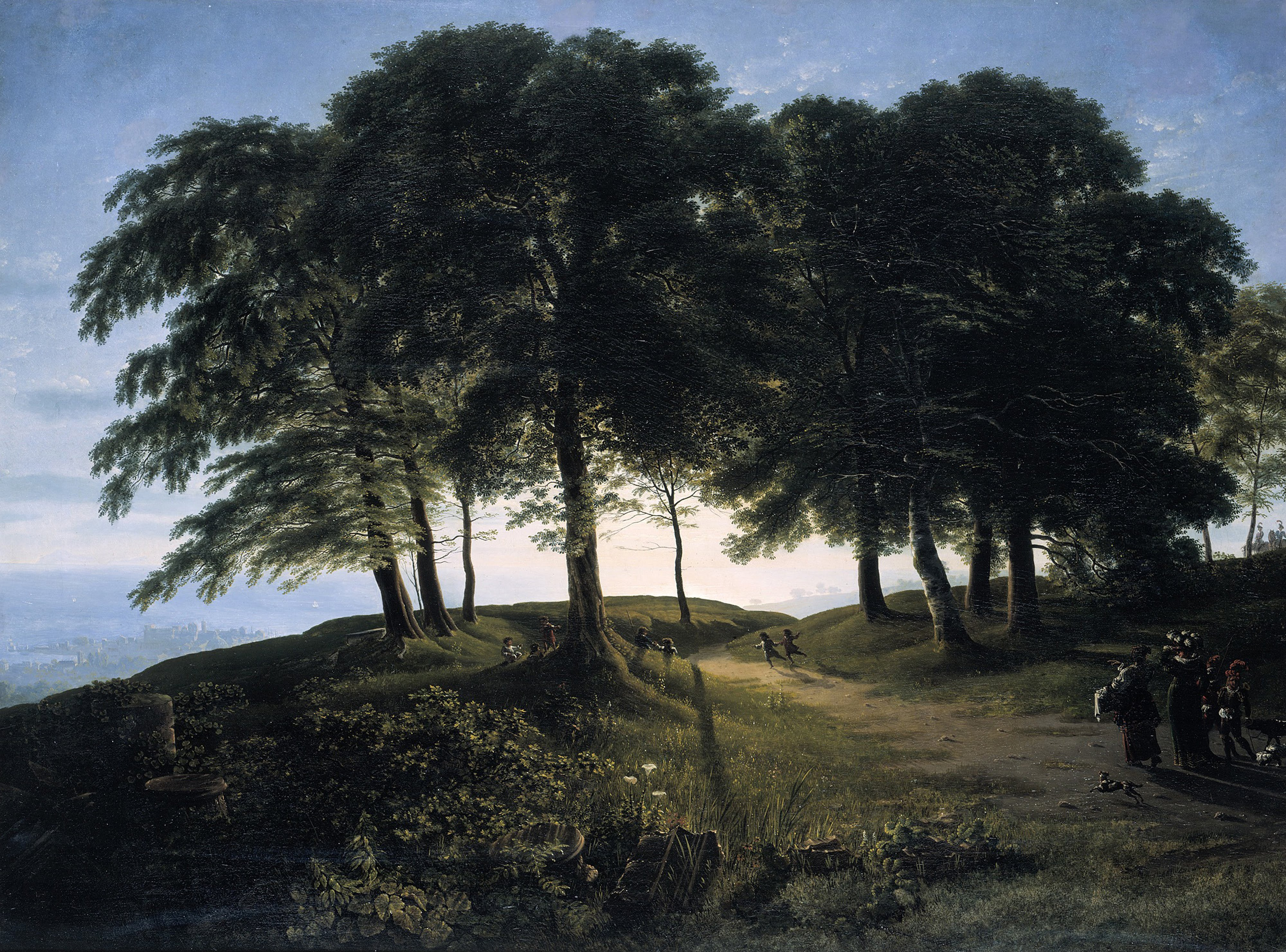
Morning，1813
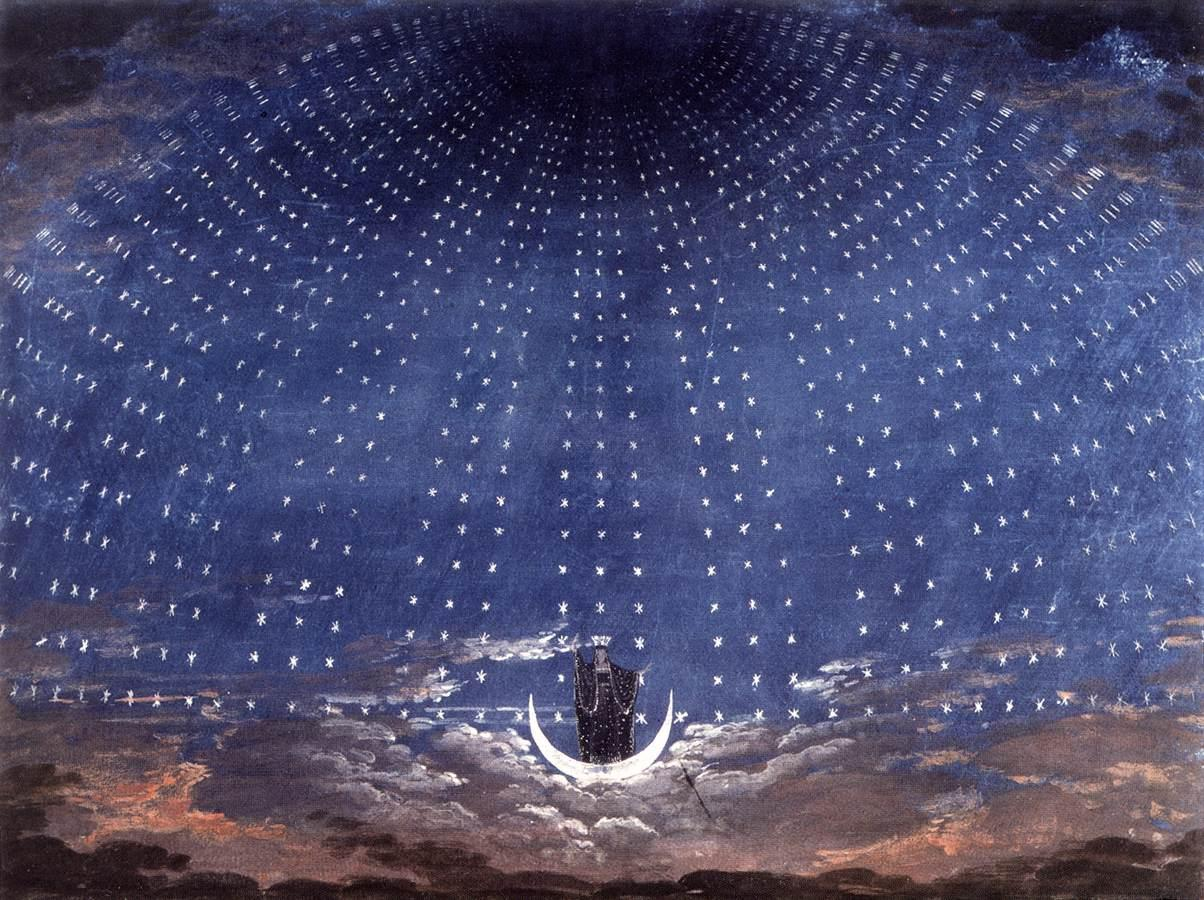
Karl Friedrich Schinkel's stage set for Mozart's Magic Flute，1815
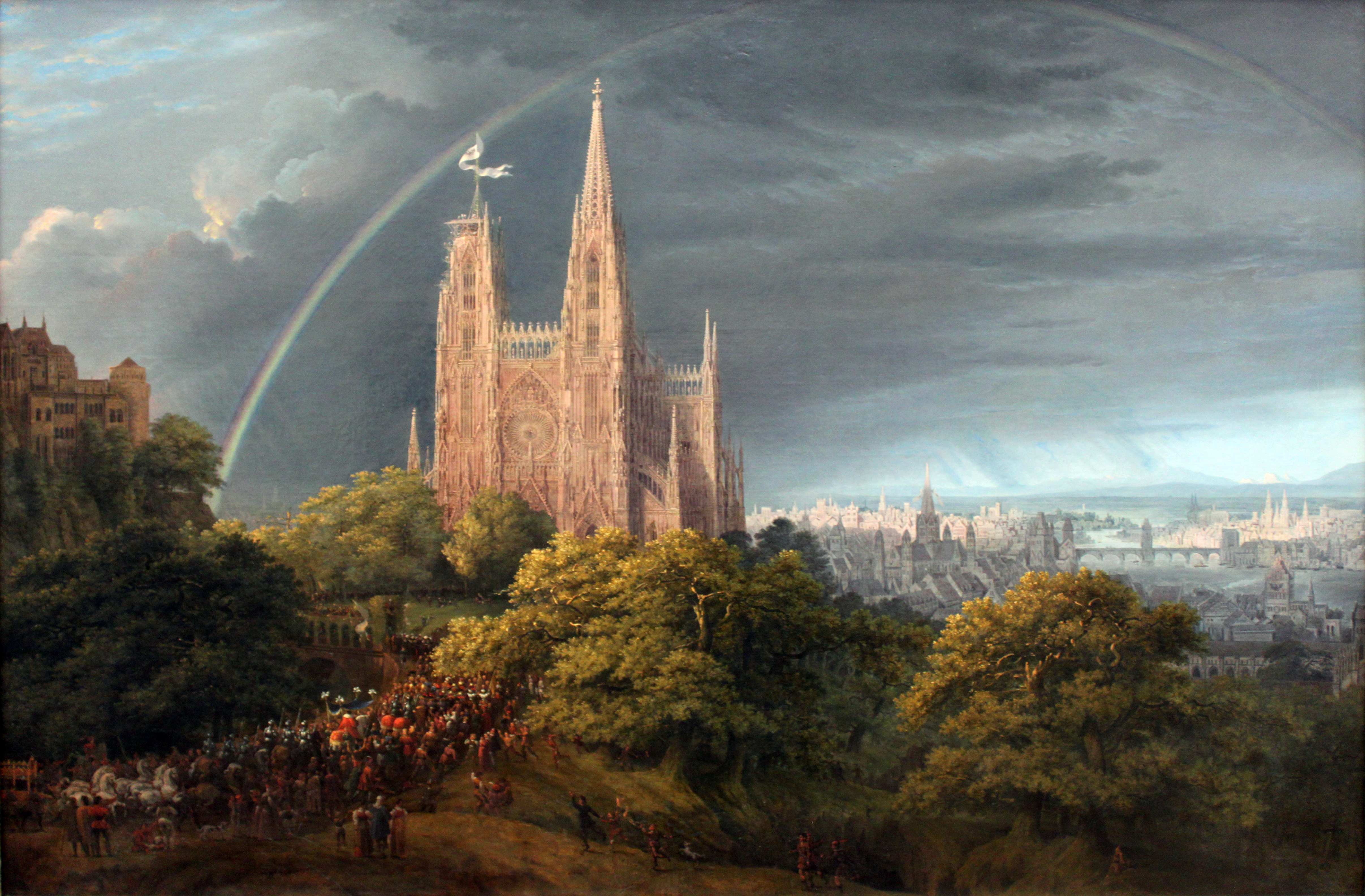
Medieval City on a River，1815
Rock Arch，1818
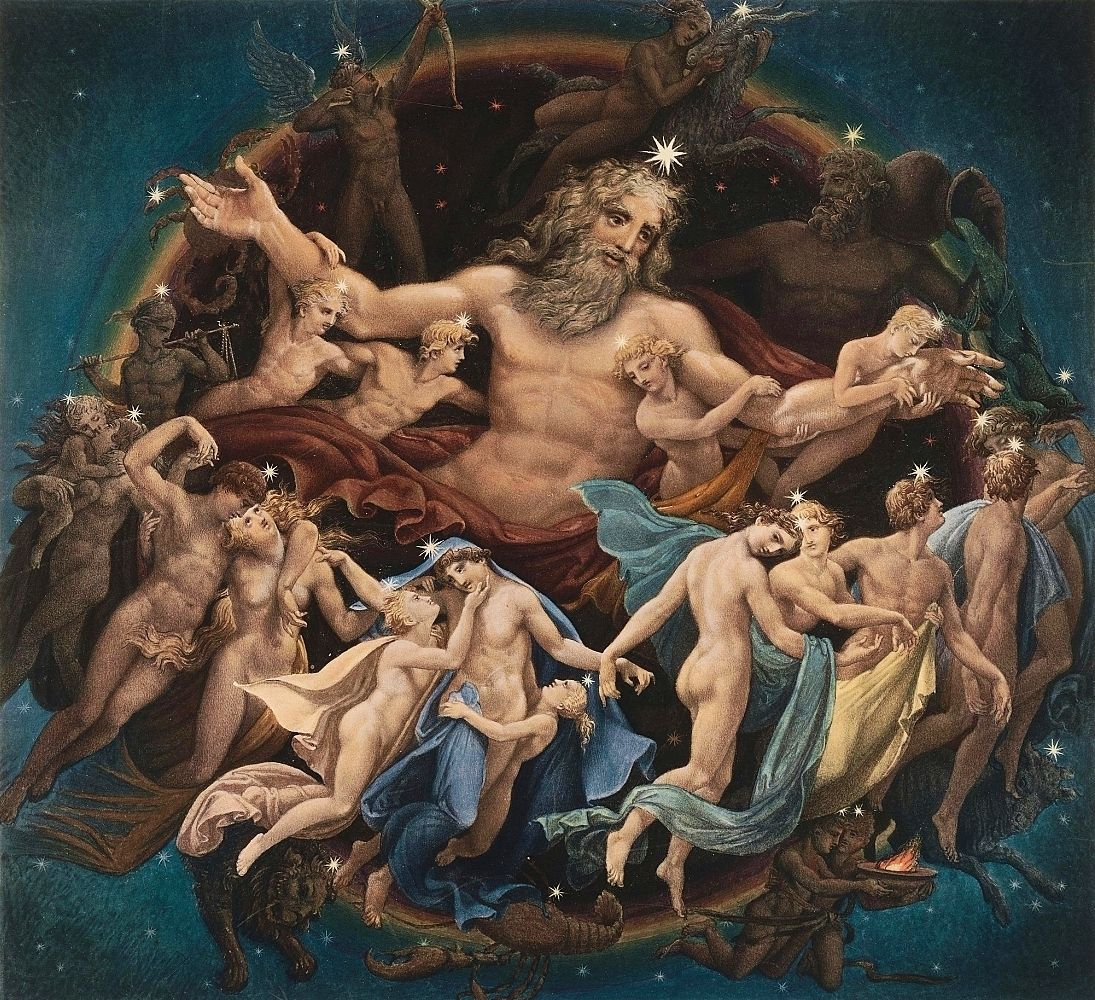
Uranus and the Dance of the Stars，1834
Christian Peter Wilhelm Beuth，1837 (Allegory of Prussia's industrial renewal)

## 連結
- 申克爾的中文介紹（页面存档备份，存于）
- bbkl關於申克爾的介紹（页面存档备份，存于）
- ArchINFORM關於申克爾的介紹 （页面存档备份，存于）
- 申克爾協會介紹（页面存档备份，存于）
- 申克爾建築學苑介紹（页面存档备份，存于）
- 申克爾的朋友介紹（英文版）（页面存档备份，存于）